# 山田亮 (医学者)
山田 亮 （やまだ あきら、1957年3月11日 - ）は、日本の医学者。久留米大学先端癌治療研究センター所長・教授。バイオベンチャー・ブライトパス・バイオの設立者で、同社初代代表取締役。

## 人物・来歴
開成中学校・高等学校を経て、1980年北里大学薬学部薬学科卒業。1986年九州大学大学院博士課程修了、医学博士。同年久留米大学医学部免疫学講座助手。1995年久留米大学医学部免疫学講座講師。1999年久留米大学医学部免疫学講座助教授。1987年カンザス大学留学。1988年ハーバード大学ダナ・ファーバー癌研究所留学。
2003年久留米大学先端癌治療研究センター教授。同年グリーンペプタイド（現ブライトパス・バイオ）設立、同社代表取締役就任。2004年グリーンペプタイド取締役。
2009年久留米大学先端癌治療研究センター所長。2013年久留米大学先端癌治療研究センターがんワクチン分子部門部門長。2016年久留米大学先端癌治療研究センター所長。がんワクチンの研究・開発を進め、2017年には久留米大学のがん治療・研究拠点プロジェクトが私立大学研究ブランディング事業に選出された。2019年北里大学同窓会福岡県支部会長。
2012年ベルツ賞2等賞受賞。